# 标准阿尔及利亚柏柏尔语
标准阿尔及利亚柏柏尔语也可称为塔马齐格特语，是现代阿尔及利亚使用的标准化柏柏尔语，源自卡拜尔语。
柏柏尔语在2002年成为阿尔及利亚官方语言之一。许多标准化形式都是基于语言学家穆卢德·马梅里（Mouloud Mammeri）的研究。